# The Stolen Jewels
The Stolen Jewels è un cortometraggio muto del 1908 diretto da David W. Griffith e girato a New York. Tra gli interpreti, Harry Solter, Florence Lawrence, lo stesso Griffith e sua moglie Linda Arvidson.

## Produzione
Il film fu prodotto dall'American Mutoscope & Biograph e venne girato al New York Curb Exchange - Broad Street vicino a Exchange Place, a Manhattan.

## Distribuzione
Il copyright del film, richiesto dall'American Mutoscope and Biograph Co., fu registrato il 24 settembre 1908 con il numero H116138.
Distribuito dall'American Mutoscope & Biograph, il film - un cortometraggio di circa undici minuti - uscì nelle sale cinematografiche statunitensi il 29 settembre 1908.
Non si conoscono copie ancora esistenti della pellicola che viene considerata presumibilmente perduta.